# Жанажольський сільський округ (Кармакшинський район)
Жанажо́льський сільський округ (каз. Жаңажол ауылдық округі, рос. Жанажольський сельский округ) — адміністративна одиниця у складі Кармакшинського району Кизилординської області Казахстану. Адміністративний центр та єдиний населений пункт — село Дур-Онгар.
Населення — 2147 осіб (2021; 1766 у 2009, 2258 у 1999, 2015 у 1989).
Станом на 1989 рік існувала Торткольська сільська рада (села Енгельса, Жана-Жол, Шалкар). 2018 року було ліквідовано села Смаїлтами та Шалкар, включивши його до складу села Дур-Онгар.

## Склад
До складу округу входять такі населені пункти:
| Населений пункт | Колишні назви | Населення, осіб (1989) | Населення, осіб (1999) | Населення, осіб (2009) | Населення, осіб (2021) |
| --------------- | ------------- | ---------------------- | ---------------------- | ---------------------- | ---------------------- |
| Дур-Онгар, село | Енгельса      | 1974                   | 2229                   | 1726                   | 2147                   |
| Жана-Жол, село  | -             | 23                     | -                      | -                      | -                      |
| Смаїлтами, село | -             | -                      | 14                     | 35                     | -                      |
| Шалкар, село    | -             | 18                     | 15                     | 5                      | -                      |